# PC20 Wiltzfietsroute
De PC20 Wiltz-Radweg (Wiltzfietsroute of PC20 de la Wiltz) is een lange afstandsfietsroute (Piste Cycable) in het Luxemburgse nationale fietsroutenetwerk in Luxemburg. De route volgt de loop van de Wiltz. Het traject is bewegwijzerd in twee richtingen. 

## Traject
De route volgt de loop van de Wiltz en start in Kautenbach waar kan worden aangesloten op de PC21 Nord-Radweg. Vanaf Wiltz tot de grens met België in Benonchamps volgt de route de RAVeL Ligne 164. In Benonchamps kan worden aangesloten op de RV6 Picardie-Ardennes welke de voormalige spoorlijn verder volgt naar Bastenaken. 

## Aansluitingen met andere routes
- In Kautenbach kan worden aangesloten op de PC21 Nord-Radweg.
- In Benonchamps kan worden aangesloten op de RV6 Picardie-Ardennes en de RAVeL Ligne 164.
- Vanaf Benonchamps kan gebruik worden gemaakt van het fietsroutenetwerk ter plaatse.